# Cregganna Marsh SPA
Cregganna Marsh SPA este o arie protejată (arie de protecție specială avifaunistică — SPA) din Irlanda întinsă pe o suprafață de 162,78 ha, integral pe uscat.

## Localizare
Centrul sitului Cregganna Marsh SPA este situat la coordonatele 53°15′03″N 8°55′20″W / 53.2507°N 8.922326°V.

## Înființare
Situl Cregganna Marsh SPA a fost declarat arie de protecție specială avifaunistică în octombrie 2019 pentru a proteja 1 specie de animale.

## Biodiversitate
Situată în ecoregiunea atlantică, aria protejată nu include niciun habitat protejat.
La baza desemnării sitului se află o specie protejată de  păsări: Anser albifrons flavirostris.